# BlackBerry Z3
BlackBerry Z3 là điện thoại thông minh cảm ứng phát triển bởi BlackBerry. Công bố vào tháng 2 năm 2014, nó là điện thoại BlackBerry đầu tiên kết hợp với Foxconn. Áp dụng cách xuất hiện tương tự và kích thước như BlackBerry Z30, Z3 được thiết kết như một phiên bản thứ cấp của Z30. Nó được phát hành vào 13 tháng 5 năm 2014 ở Jakarta. Để ăn mừng chiếc điện thoại BlackBerry đầu tiên được thiết kế cho thị trường Indonesian, đây là phiên bản giới hẹn gọi là "Jakarta Edition".
Vào 3 tháng 7 năm 2014 BlackBerry đã ra mắt Z3 ở Ấn Độ. Nó được phát hành ở Malaysia, Philippines và nhiều thị trường châu Phi.

## Phát triển
Trong giai đoạn phát triển của điện thoại này, nó được gán với tên mã là "Jakarta".